# Lixisenatidă
Lixisenatida (cu denumirea comercială Lyxumia) este un medicament antidiabetic din clasa incretinomimeticelor, a agoniștilor receptorilor peptidei 1 asemănătoare glucagonului (GLP-1), fiind utilizat în tratamentul diabetului zaharat de tipul 2. Calea de administrare disponibilă este cea subcutanată.

## Utilizări medicale
Lixisenatida este utilizată în tratamentul diabetului zaharat de tip 2 (non-insulino-dependent), iar în Europa se utilizează doar în asociere cu:
- Insulină
- Derivați de sulfoniluree

la pacienții adulți la care nu s-a realizat controlul glicemic adecvat cu dozele maxime tolerate ale acestor tratamente orale.

## Reacții adverse
Principalele efecte adverse asociate tratamentului cu lixisenatidă sunt: cefalee, greață, diaree, vărsături, dureri abdominale și hipoglicemie (în special la administrarea concomitentă cu sulfonilureice și/sau insulină).